# 아일랜드 샹그릴라 호텔

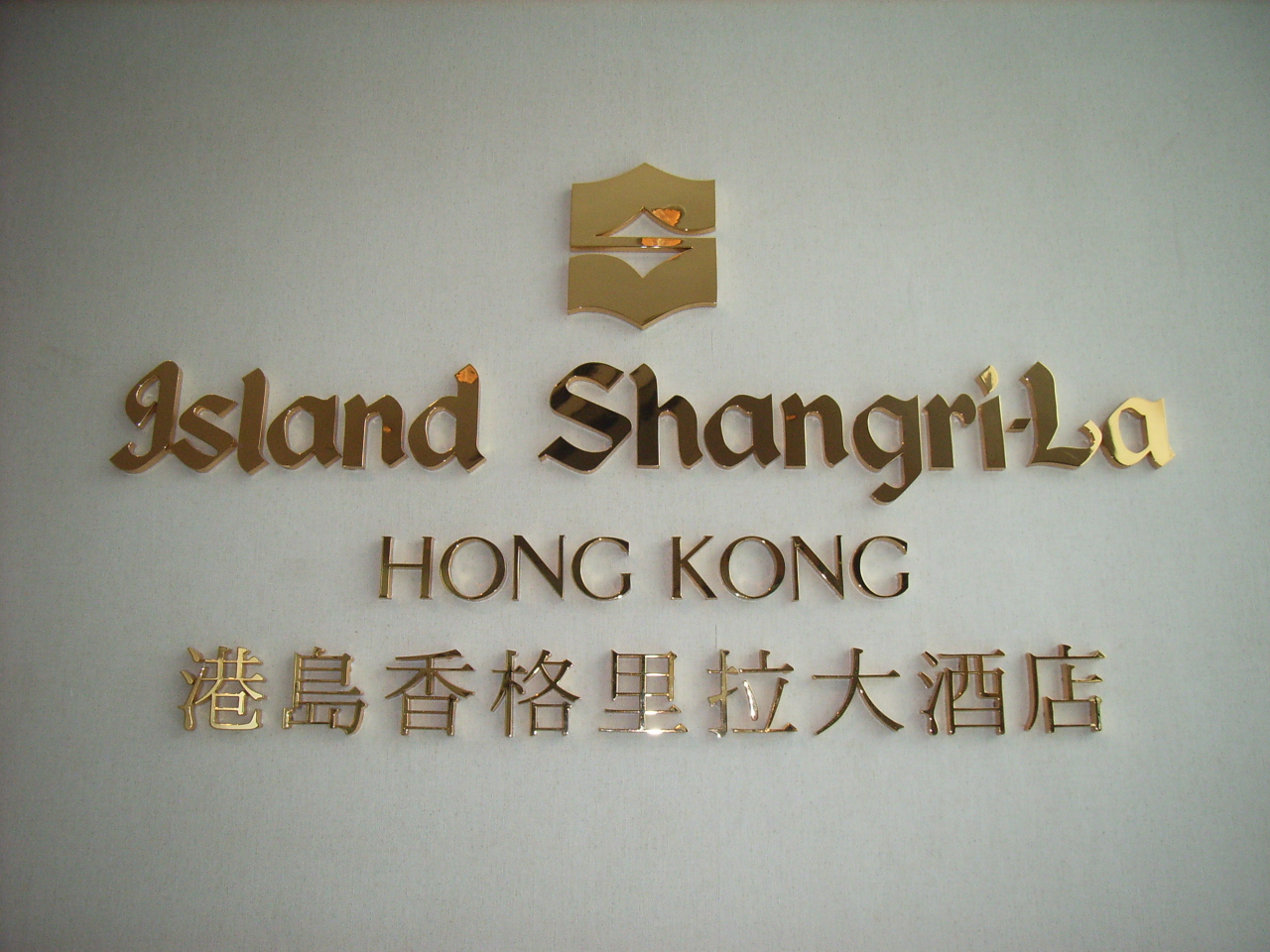
아일랜드 샹그리-라 홍콩

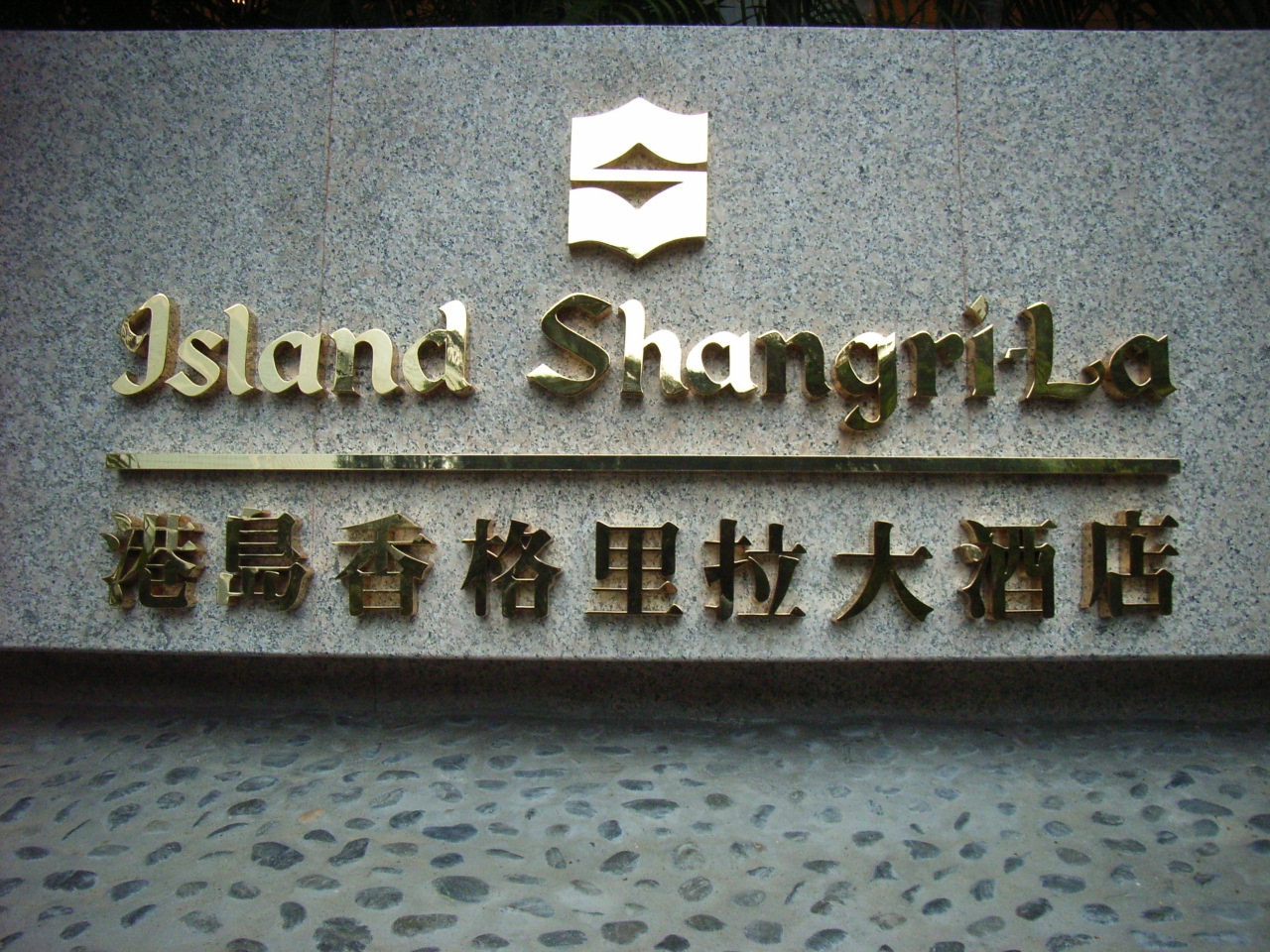
간판

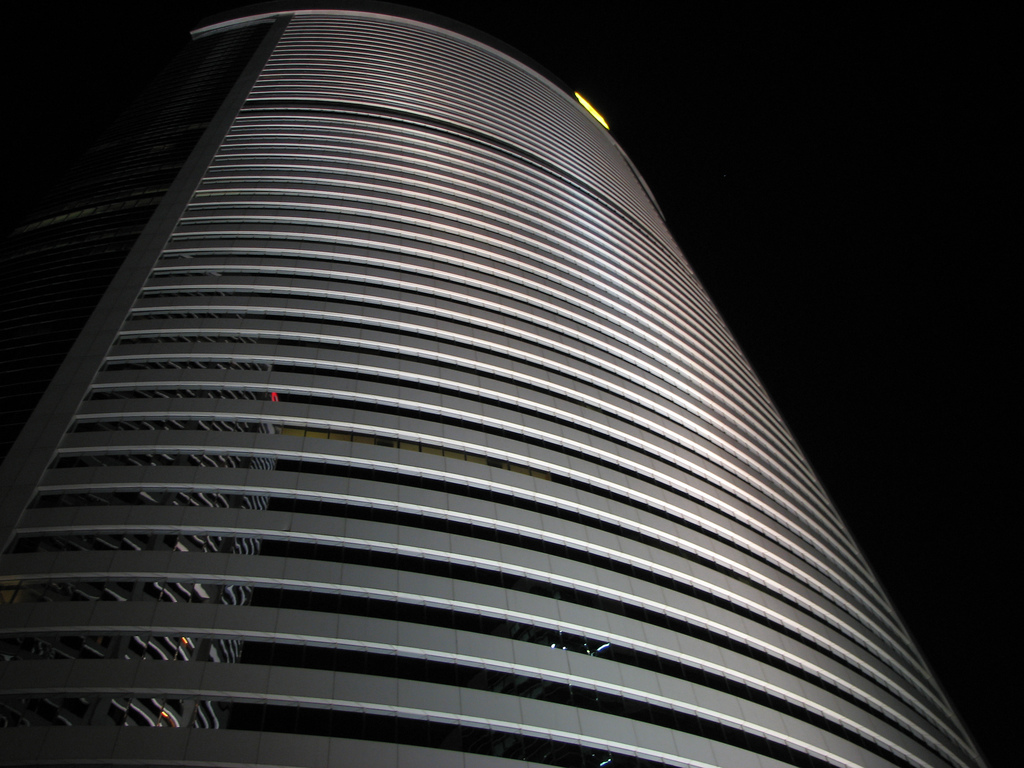
야경, 두 번째

아일랜드 샹그릴라 호텔(중국어: 港島香格里拉酒店, Island Shangri-La Hotel)은 홍콩에 있는 샹그릴라 호텔(중국어:  香格里拉酒店及度假酒店集團) 체인 하의 호텔이다. 홍콩 중시구 진쭝 퍼시픽 플레이스에 위치해 있고, JW 매리엇 호텔 홍콩과 콘래드 호텔과 가까이 있다. 진쭝역이 근처에 있다. 홍콩섬 내에서 제일 높은 호텔이다. 빅토리아항을 굽어본다.

## 호텔 특징
5성급 호텔이다. 건물의 층 수는 56층이며, 그 중 39-56 층을 호텔이 쓰고 있다. 총 565 개의 손님방을 제공하는데, 34 개는 럭서리 슈트고, 531 개는 일반 방이다. 항구쪽을 면한 ‘시뷰 룸’은 44 제곱미터이고, ‘마운튼 뷰 룸’은 41 제곱미터이다.
호텔 로비에 세계 최대 크기의 실크 페인팅 중국어: 大好河山 대호하산[*]이 걸려 있다.

## 레스토랑 & 바
다음과 같은 레스토랑이 있다.
- 페트루스 레스토랑

프랑스 요리를 먹을 수 있다. 빅토리아 항을 굽어 볼 수 있다.
- 나다만

다다미 방이 있는 일본식 레스토랑이다.
- 카페 투

7 개의 공개 주방이 있는 뷔페 레스토랑이다. 여러 종류의 요리를 선택할 수 있다.
- 풀 덱

수영장 옆에 있다. 스낵과 칵테일 등을 제공한다.
- 로비 라운지

차, 칵테일 등을 마실 수 있다. 저녁에는 피아니스트 공연이 있다.
- 서머 팰리스

광둥 요리를 먹을 수 있다.
- 아일랜드 구어메이

빵, 케이크, 샌드위치 등을 먹을 수 있다.
- 바닷가재 바 & 그릴

야간 공연을 구비한 레스토랑이다.

## 같이 보기
- 홍콩의 건축물 목록